# Butuh (Butuh)
Butuh is een bestuurslaag in het regentschap Purworejo van de provincie Midden-Java, Indonesië. Butuh telt 2661 inwoners (volkstelling 2010).